# Burg Zieverich

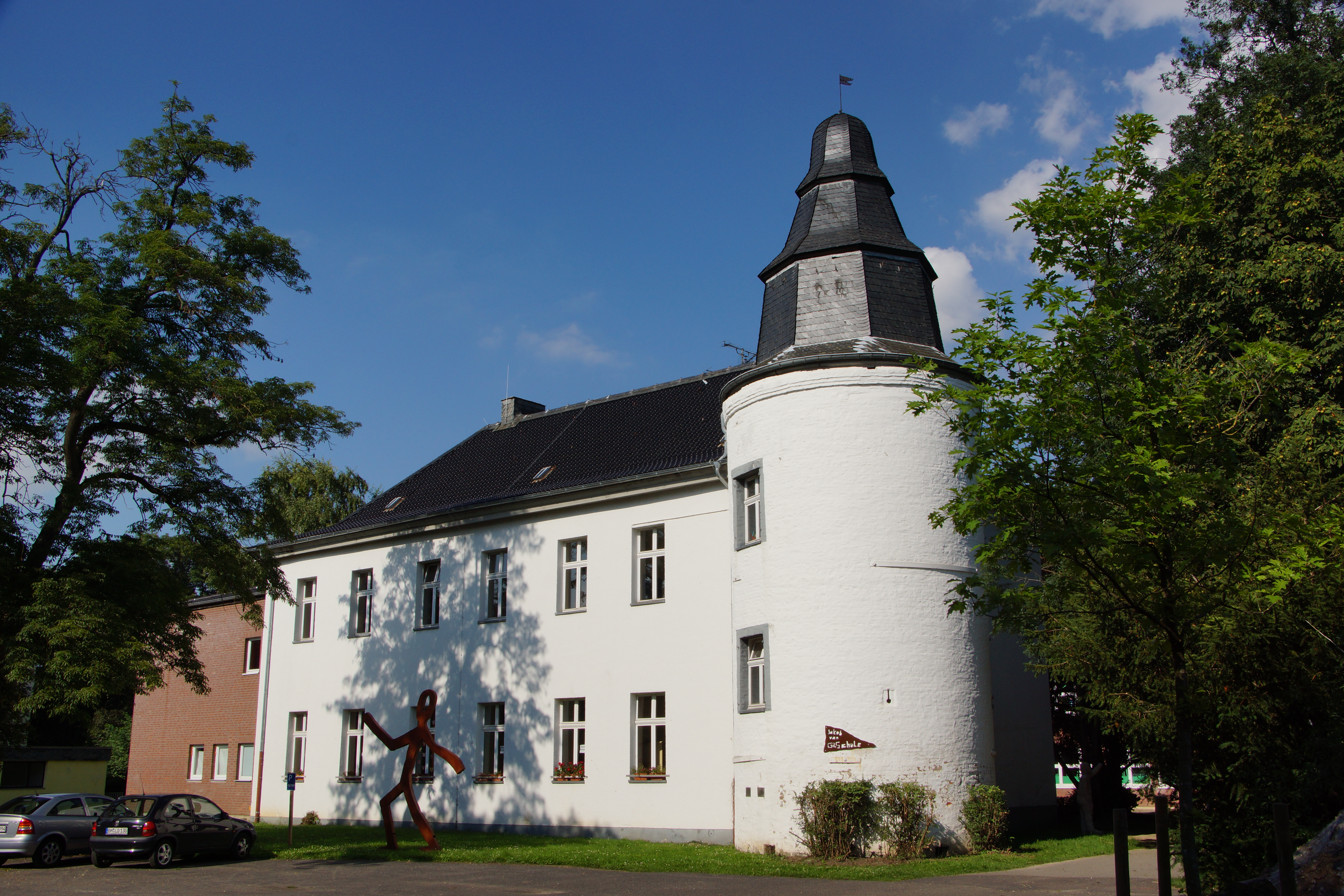
Burg Zieverich

Die Burg Zieverich, früher auch Palantsburg genannt, war eine Wasserburg, ein Rittersitz und Herrenhaus im Bergheimer Stadtteil Zieverich im Rhein-Erft-Kreis, Nordrhein-Westfalen.

## Geschichte
Burg Zieverich war ein Ende des 13. Jahrhunderts von Giselbertus de Ceverich, einem Gefolgsmann des Jülicher Grafen Gerhard, gegründeter Rittersitz.
Im 18. Jahrhundert fanden mehrere Besitzerwechsel statt, wodurch die Burganlage um 1780 an den Aachener Bürgermeister Heinrich Josef Thimus kam, der daraufhin den an das Majorat Zieverich gebundenen Titel Freiherr von Thimus-Zieverich erhielt, der nach den Regeln der Primogenitur an den jeweils erstgeborenen Sohn vererbt werden durfte. Dieser Titel ging somit an seinen Sohn über, den Kaufmann Karl Erhard von Thimus-Zieverich (* 1763), der jedoch ohne männliche Nachkommen blieb. Später gelangte die Burg in den Besitz der Kölner Unternehmerfamilie Langen. Johann Gottlieb von Langen ließ durch die Kölner Architekten Emil Schreiterer und Bernhard Below (Schreiterer & Below) schlossähnliche Anbauten errichten und starb hier am 20. März 1940.
1952 kaufte die Stiftung des Pfarrers Jakob van Gils den Gebäudekomplex. Die Stiftung kümmerte sich um Waisenkinder und ließ die Burg zu einem Kinderheim umbauen. Während dieses Umbaus fiel die Burganlage 1956 einem Brand zum Opfer, wodurch große Teile des Herrensitzes zerstört wurden.
Einer der abgetragenen Bauteile war ein Anbau von 1896, der sich im Erdgeschoss mit Fenstertüren zu einem Ziergarten öffnete.
Nach einem teilweisen Wiederaufbau des Herrenhauses wurde dort das geplante Heim eingerichtet. Dabei blieben auch die alten Außenmauern des rechtwinkligen Grundrisses und Fensterachsen erhalten.

## Anlage
Die ehemals von einem Wassergraben umgebene Anlage war Anfang des 18. Jahrhunderts dreiteilig mit einem von den Gebäuden abgetrennten Torbau. Die Hauptburg hatte drei Gebäudeflügel, die jeweils über einen eigenen Turmbau verfügten.
Der runde, in der südwestlichen Ecke des Herrenhauses gelegene Backsteinturm hat einen mittelalterlichen Kern und verfügt über eine abgestufte Haube. Das Stuckprofil im Obergeschoss des Turms beinhaltet zierliche Rocailleformen.